# Scipione de' Ricci
Scipione de' Ricci (Firenze, 19 gennaio 1741 – Rignana, 27 gennaio 1810) è stato un vescovo cattolico italiano.
Fu vescovo di Pistoia e Prato dal 1780 al 1791. Aderì al giansenismo e cercò di riformare la propria diocesi secondo i dettami di tale dottrina.

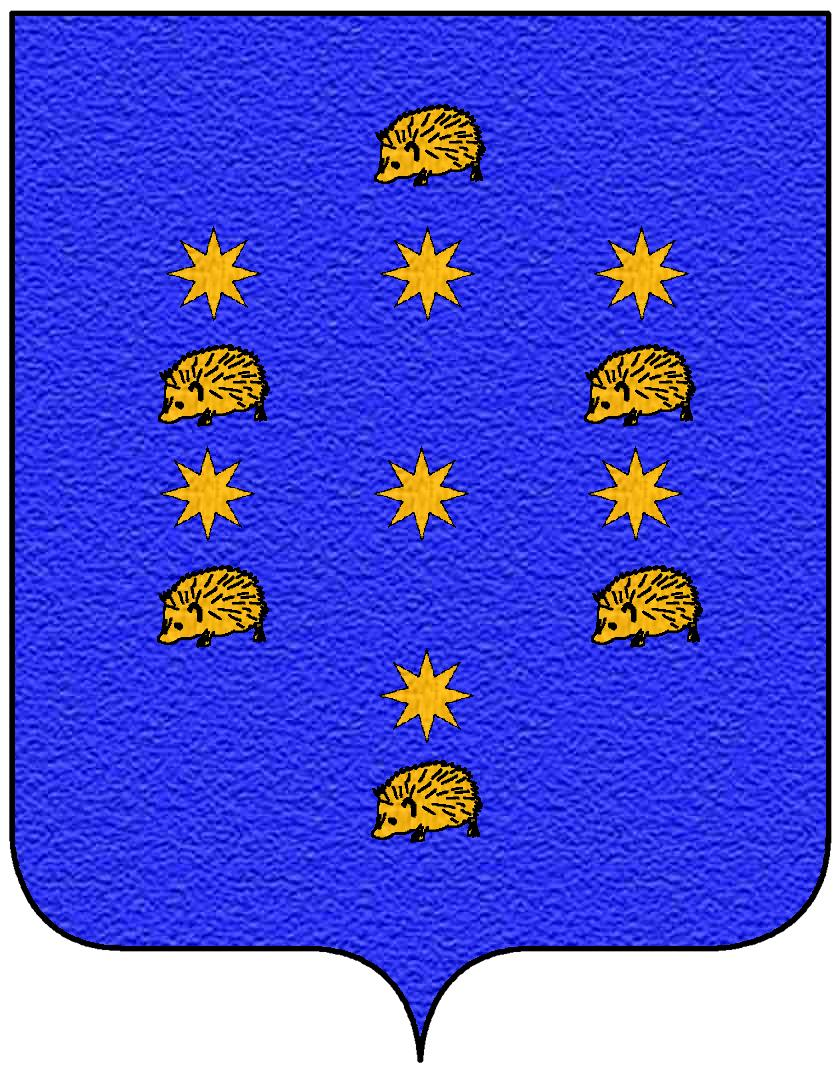
Stemma Ricci

## Biografia

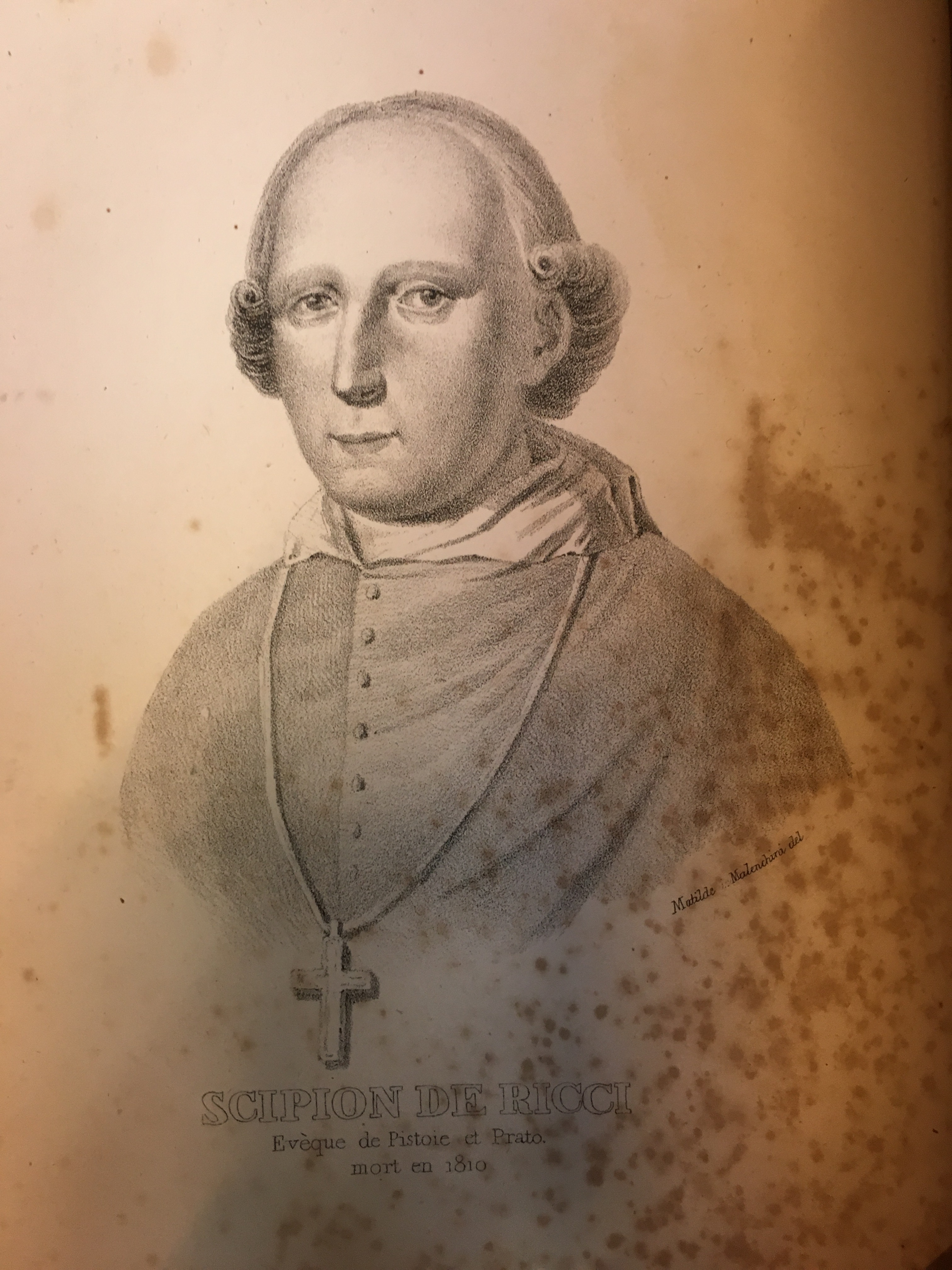
Ritratto di Scipione De Ricci. Autrice: Matilde Malenchini

Nato nel 1741 a Firenze da una nobile famiglia che tra i propri antenati vantava Santa Caterina de' Ricci. La madre Luisa era una Ricasoli, famiglia dalla quale uscirà uno dei protagonisti del Risorgimento, Bettino Ricasoli. Scipione fu educato a Roma presso i Gesuiti. Allo stesso tempo si avvicinò al pensiero giansenista.
Nel 1766, ottenuta la laurea in legge, fu ordinato presbitero. Grazie all'influenza del granduca Pietro Leopoldo fu ordinato vescovo di Pistoia e Prato nel 1780. Cercò di riordinare la propria diocesi abolendo vari ordini religiosi e riformando la struttura parrocchiale (molte antiche chiese nel centro di Pistoia furono sconsacrate e ridotte ad uso civile).
Contrastò il culto del Sacro Cuore e sostenne l'autonomia delle chiese locali. Cercò di affermare il proprio pensiero convocando un sinodo, passato alla storia come Sinodo di Pistoia, promosso assieme al teologo e giurista Pietro Tamburini. L'accoglienza negativa che fu riservata a tale iniziativa, prima dal clero toscano ed in seguito dalla Santa Sede, fece sì che Scipione si trovasse in una posizione sempre più isolata.
Quando, nel 1790, il Granduca divenne Imperatore del Sacro Romano Impero facendo perdere al vescovo anche l'appoggio politico, scoppiarono dei tumulti che lo costrinsero alla fuga ed infine, nel 1791, rinunciò alla diocesi. Perseguito dal giudice reazionario Luigi Cremani, nel 1799 dovette ritrattare pubblicamente le proprie idee con un atto di sottomissione. Sperò nel sostegno di Napoleone per tornare alla ribalta, ma il generale francese, che in quel momento stava cercando di realizzare un concordato con il Papa, si tenne ben lontano dal giansenismo. Costretto a ritirarsi a vita privata nella sua villa di campagna di Rignana, frazione di Greve in Chianti, dove morì nel 1810. È sepolto nella cappella privata della Villa de' Ricci di Rignana in Val di Pesa, vicino a Badia a Passignano, a Nord di Poggibonsi.

## Genealogia episcopale
La genealogia episcopale è:
- Cardinale Scipione Rebiba
- Cardinale Giulio Antonio Santori
- Cardinale Girolamo Bernerio, O.P.
- Arcivescovo Galeazzo Sanvitale
- Cardinale Ludovico Ludovisi
- Cardinale Luigi Caetani
- Cardinale Ulderico Carpegna
- Cardinale Paluzzo Paluzzi Altieri degli Albertoni
- Papa Benedetto XIII
- Papa Benedetto XIV
- Papa Clemente XIII
- Cardinale Enrico Benedetto Stuart
- Cardinale Andrea Corsini
- Vescovo Scipione de' Ricci